# 伊藤喜十郎
伊藤 喜十郎（いとう きじゅうろう、1855年5月2日（安政2年3月16日） - 1936年（昭和11年）2月1日）は、日本の実業家。伊藤喜商店（現：株式会社イトーキ）の創業者。日本初の耐火性を持った東京竹内製金庫の販売、「ホッチキス」（ホチキス紙綴器）の日本初輸入と一般化した名称の商標登録、日本初の金銭登録機（キャッシュレジスター）「ゼニアイキ」の発明などに携わった。

## 経歴

### 生い立ち
1855年（安政2年）3月16日、大阪の船場の中心である大阪市東区高麗橋2丁目で両替商を営んでいた小野十右衛門の六男として出生。
1880年（明治13年）4月、同じ両替商を営んでいた伊藤善兵衛の長女モト子と縁組みし婿養子となり、伊藤姓となった。

### 創業
1890年（明治23年）3月に開催された第三回内国勧業博覧会で見学しているうちに、発明特許品を世間に知らせ普及を図る仕事を思いつく。
同年12月1日、発明特許品販売の伊藤喜商店を創業した。
店舗１階部分の屋根には、日本資本主義の生みの親である渋沢栄一が喜十郎の船出を祝し揮毫した看板が掲げられた。創業当初は、東京竹内製金庫と堀井謄写版を含め当時としては大変新しい品物の販売であった。
創業から10年が経過する間に日本経済は大きく移り変わり、やがて発明特許品に限らず大阪で珍しいと思われる商品の販売も始め「新しい事務用品なら伊藤喜」との評価が確立し、西日本一帯に「平野町のハイカラ屋」として名を知られる存在になった。
取扱商品の中で、明治30年代から大正期にかけて一世を風靡した事務用品に、番号印（ナンバリングマシン）、ゼムクリップ、ホチキス紙綴器がある。
今では一般化した「ゼムクリップ」および「ホチキス」という呼称は、アメリカのメーカー名をとった伊藤喜商店の登録商標である。

### 伊藤喜商店工作部の創設
時流に即した商品を取り扱うことに力を注ぎつつも、発明家を援助して製造を促進すること（今でいうベンチャーキャピタルのようなこと）にも早くから積極的だった。
単なる販売から製造して販売する方向への事業拡大は、発明家との共同経営あるいは発明家からの権利譲り受けという形から更に一歩進んで、自ら発明をなし、特許を取得して製造販売する構想へと発展した。
1908年（明治41年）3月、伊藤喜商店工作部が新設され、文具、安全かみそり、手提げ金庫と3種のオリジナル商品が発案された。さらに1913年（大正2年）に日本初の金銭登録機（キャッシュレジスター）「ゼニアイキ」（銭勘定が合う機械という意）のデビューへと続く。
大阪・京都を皮切りに「ゼニアイキ」の販売先は全国へと広がり、当時としては近代的センスのある商品で、発売後50年を経た昭和30年代の末にもまだ愛用されていた例があるくらいロングセラーの看板商品だった。
これら産業功労者としての功績もあり、大阪市会議員、大阪商業会議所評議員、高野鉄道株式会社取締役、日本債券株式会社取締役社長、大阪巡航株式会社取締役、大阪馬車鉄道株式会社監査役などを歴任、大坂毛糸紡績会社・摂津紡績会社設立へ参画するなど、政財界を担う人物として幅広く活動し、1926年（大正15年）1月に賞勲局より発明考案の普及宣伝と発明者保護奨励の功を表彰された。
1933年（昭和8年）12月26日、創業から43年目に伊藤喜商店は株式会社に改組し喜十郎は取締役社長に就任した。
1936年（昭和11年）2月1日に死去した。享年82（満80歳没）。
喜十郎が築き上げた創業の精神は世の中にないものを生み出してきたイノベーションの軌跡であり、今日のイトーキにも脈々と受け継がれ、企業理念となっている。